# Carl Friedrich Lottner
Carl Friedrich Lottner (* 20. Juni 1834 in Berlin; † 15. April 1873 in Dublin) war ein deutsch-irischer Sprachwissenschaftler und Hochschullehrer.

## Leben und Wirken
Lottner war der Sohn eines Justitiars und Bruder von Heinrich Lottner. Beides Söhne des Justizrats Franz August Lottner (1796–1836) und Juliane Caroline Wilhelmine Lottner, geborene Sander. Lottner studierte in den Jahren von 1851 bis 1854 an der Universität Berlin Philologie und Vergleichende Sprachwissenschaft bei Franz Bopp und Jacob Grimm. Nach seinem Studium war er zunächst als Gymnasiallehrer tätig, strebte aber eine Universitätslaufbahn an. Er verließ das Königreich Preußen, um sich ab 1858 in Edinburgh niederzulassen. Ein Jahr später verlegte er seinen Lebensmittelpunkt nach London, um schließlich von 1860 bis zu seinem Tode am Trinity College in Dublin (Vereinigtes Königreich Großbritannien und Irland) als Hochschullehrer tätig zu werden. Dort übernahm er den vakant gewordenen Lehrstuhl für Sanskrit, den bis zu dessen Tod der aus Dessau stammende Rudolf Thomas Siegfried (1830–1863) innehatte. Gleichzeitig arbeitete Lottner halbtags als Bibliothekar. Sein Leben war fast gänzlich seiner wissenschaftlichen Arbeit gewidmet. Sein spezielles Interesse galt den zahlreichen indoeuropäischen Sprachen. Aber auch Keilinschriften und afrikanischen und asiatischen Sprachen galt seine Aufmerksamkeit.
Er formulierte im Jahre 1861 die Hypothese einer näheren Verwandtschaft der italo-keltischen Sprachgruppe innerhalb des (hypothetischen) Proto-Indoeuropäisch (PIE). Seine Arbeit „Ausnahmen der ersten Lautverschiebung“ (1862) lieferte Friedrich Max Müller wesentliche Zusammenhänge bei seiner Betrachtung des Grimm’s law in seinen „Lectures on the Sciences of Languages“ (1864).

## Werke (Auswahl)
- Die altirischen verbalclassen. Beiträge zur vergleichenden Sprachforschung auf dem Gebiete der arischen, celtischen und slawischen Sprachen 2 (1861), 322–329
- Celtisch-italisch. Beiträge zur vergleichenden Sprachforschung auf dem Gebiete der Arischen, Celtischen und Slawischen Sprachen 2 (1861), S. 309–321.
- Ausnahmen der ersten Lautverschiebung (1862)
- Traces of the Italic imperfect in the Keltic languages. Transactions of the Philological Society, (1859), S. 31–34;
- Ueber die Stellung der Italer innerhalb des indoeuropäischen Stammes (Schluss). Zeitschrift für vergleichende Sprachforschung auf dem Gebiete des Deutschen, Griechischen und Lateinischen, Volume 7. (1858), S. 161–193.
- Carl Friedrich Lottner, Rudolf Thomas Siegfried: On The Gaulish Inscription Of Poitiers: Containing A Charm Against The Demon Dontaurios University Press by M.H. Gill, Dublin 1863, Neuaufl. Kessinger Publishing, LLC (2010)